# Langstadt
Langstadt (im lokalen Dialekt: Lengschd; auch: Longschd) ist neben der Kernstadt nach Hergershausen der zweitgrößte der übrigen fünf Stadtteile von Babenhausen im Landkreis Darmstadt-Dieburg.

## Geographie

### Geographische Lage
Der Ort liegt auf 140 m ü. NHN, an den ersten Ausläufern des nördlichen Odenwaldes. Das Umland wird zum Großteil ackerbaulich genutzt, u. a. wird Spargel angebaut. Die höchste Erhebung befindet sich im Nordosten der Gemarkung hinter dem "Wingertsberg" gelegen mit 184 m ü.NN. Der Schlierbach durchfließt den Ort aus Richtung Südosten, bildet hier den Haaggraben und vereinigt sich im Nordwesten von Langstadt mit dem Länderbach, der von Süden her den Ortsbereich schneidet. Vom Schlierbach zweigte, ausgehend von der Straßenmühle an der Grenze zum Ort Schlierbach, ein heute nur noch schwer erkennbarer Mühlgraben zur Mühle im Nordosten Langstadts ab.

### Nachbarorte
Langstadt grenzt im Nordwesten an den Babenhäuser Ortsteil Harpertshausen, im Norden an die Kernstadt Babenhausen und östlich an Schaafheim. Im Südosten grenzt es an den Ortsteil Schlierbach (Gemeinde Schaafheim) und im Süden an den Ortsteil Kleestadt (Stadt Groß-Umstadt).

## Geschichte

### Urgeschichte
Auf eine erste Besiedelung des Raumes bereits in der Altsteinzeit weisen Bodenfunde bei Groß-Umstadt hin. Objekte aus der Jungsteinzeit wurden auch auf dem Gebiet des heutigen Ortes gefunden. Die Römerstraße als direkte Verbindung des Civitas-Hauptortes Dieburg zum Kastell Stockstadt, als Hohe Straße im Süden der Langstädter Gemarkung bekannt, lässt auf eine Nutzung des Geländes um 230 n. Chr. schließen.

### Mittelalter
Die Gründung von Orten mit der typischen Endung auf „-statt“, erfolgte häufig durch die Franken im 6. oder 7. Jahrhundert. 1223 wird ein Adliger namens Heinricius de Langenstad genannt. Um 1400 ist eine Langstädter Burg (befestigtes Haus) belegt. Die erste schriftliche Erwähnung von Langestad erfolgte 1267, als das Kloster Amorbach seine Güter an das Stift zu Aschaffenburg verkaufte. In erhaltenen Dokumenten späterer Jahre ist der Ort unter wechselnden Ortsnamen belegt: (1267) erscheint die Form Langenstad. Um 1346 wurde Langestad verwendet, aber bereits 1359 schon Langestat. Um 1414 hieß es Langstad, dem 1444 ein Langestadt folgte. Um 1450 wurde dann ein Langstait erwähnt.
Das Dorf gehörte ursprünglich zur Zent Umstadt und dem Kloster Fulda, wurde zusammen mit anderen Dörfern der Umgebung 1374 an die Herrschaft Hanau verpfändet und gehörte, nachdem die Kurpfalz in dieses Pfandgeschäft mit eingestiegen war, ab 1427 zum Kondominat Umstadt. Als die Herrschaft Hanau in Folge des Pfälzischen Erbfolgekriegs 1504 ihre Rechte im Kondominat Umstadt weitestgehend verlor, konnte es aber Langstadt halten und schlug es 1521 dem Amt Babenhausen zu.
Bis 1482 gehörte Langstadt zur Pfarrei Altdorf und die Langstädter Einwohner besuchten dort den Gottesdienst. 1482 wurde im Ort eine eigene Kapelle den Heiligen Antonius, Vitus und Barbara geweiht. Das Kirchenpatronat für den Kleriker dieser Kapelle wurde abwechselnd von den Grafen von Hanau und dem Pfarrer von Altdorf ausgeübt. Das Hanauer Recht war zeitweise an die von Groschlag von Dieburg verliehen. Kirchliche Mittelbehörde war das Archidiakonat St. Peter und Alexander in Aschaffenburg, Landkapitel Montat. Mit der Reformation wurde das Dorf lutherisch.

### Neuzeit

Die Zehntorte im Amt Umstadt im 15. und 16. Jahrhundert mit ihren verschiedenen späteren Zugehörigkeiten

Bei einem Vergleich zwischen der Landgrafschaft Hessen, der Kurpfalz und der Grafschaft Hanau-Lichtenberg 1521 schied Hanau aus dem Kondominat aus und erhielt dafür exklusiv Langstadt, Harpertshausen, Kleestadt und Schlierbach. Es gliederte diese Dörfer seinem Amt Babenhausen ein.
Nach dem Tod des letzten Hanauer Grafen, Johann Reinhard III., 1736, erbte Landgraf Friedrich I. von Hessen-Kassel aufgrund eines Erbvertrages aus dem Jahr 1643 die Grafschaft Hanau-Münzenberg. Aufgrund der Intestaterbfolge fiel die Grafschaft Hanau-Lichtenberg jedoch an den Sohn der einzigen Tochter von Johann Reinhard III., Landgraf Ludwig IX. von Hessen-Darmstadt. Umstritten zwischen den beiden Erben war die Zugehörigkeit des Amtes Babenhausen und seiner Dörfer zu Hanau-Münzenberg oder zu Hanau-Lichtenberg. Es kam fast zu einer kriegerischen Auseinandersetzung, als Hessen-Kassel mit schon sorgsam in Hanau stationiertem Militär den größten Teil des Amtes Babenhausen besetzte, auch Langstadt. Die Auseinandersetzung konnte erst nach einem langjährigen Rechtsstreit vor den höchsten Reichsgerichten 1771 mit einem Vergleich beendet werden, dem so genannten Partifikationsrezess. Langstadt wurde darin Hessen-Kassel zugesprochen.
Im Jahr 1807 kam das Amt Babenhausen infolge der Napoleonische Kriege unter französische Verwaltung, durch einen Staatsvertrag mit Frankreich 1810 aber an das Großherzogtum Hessen und gehörte dann zu folgenden Verwaltungseinheiten: bis 1821: Amt Babenhausen; 1821 bis 1832: Landratsbezirk Dieburg in der Provinz Starkenburg des Großherzogtums Hessen; 1832 bis 1848: Kreis Dieburg mit der Einführung von Kreisen im Großherzogtum Hessen; 1848 bis 1852: Regierungsbezirk Dieburg während der Einteilung der Provinz Starkenburg in Regierungsbezirke; 1852 bis 1938: Kreis Dieburg mit der Aufhebung der Regierungsbezirke bis zum Ende der Provinz Starkenburg; 1938 bis 1977: Landkreis Dieburg; ab 1977: Landkreis Darmstadt-Dieburg, in welchem der Landkreis Dieburg im Zuge der Gebietsreform in Hessen aufging.
Die Statistisch-topographisch-historische Beschreibung des Großherzogthums Hessen berichtet 1829 über Langstadt:

„Langstadt (L. Bez. Dieburg) luth. Pfarrdorf; liegt 2 St. von Dieburg und 1 3⁄4 St. von Umstadt, hat 88 Häuser und 529 Einw., die bis auf 3 Kath. und 25 Juden lutherisch sind. Die Kirche ist aus dem 14. Jahrhundert. In der Nähe von Langstadt lag eine Burg. – Dieser Ort, dessen Namen wohl aus Lango entstanden seyn möchte, wurde 1521 vom Grafen Philipp III. von Hanau seiner Herrschaft Babenhausen einverleibt. Nach dem Ausgang der Hanau–Lichtenbergischen Linie, 1736, nahm sowohl Hessen–Darmstadt als Hessen–Cassel dieses Amt in Anspruch, das aber durch die Vergleiche von 1762 und 1771 getheilt wurde, und bei welcher Theilung dieser Ort Hessen Cassel zufiel. Im Jahr 1807 nahm Frankreich den Hessen–Casselschen Antheil am Amt Babenhausen in Beschlag, und verleibte solchen dem 1810 neu errichteten Großherzogthum Frankfurt ein. Dieses Gouvernement überließ aber noch in demselben Jahre den Ort an Hessen–Darmstadt. Die Herrn von Groschlag hatten in Langstadt ein Landsiedelgericht.“

Im Zuge der Gebietsreform in Hessen wurde die bis dahin selbständige Gemeinde Langstadt zum 31. Dezember 1971 auf freiwilliger Basis in die Stadt Babenhausen als Stadtteil eingemeindet. Für Langstadt wurde, wie für die Kernstadt Babenhausen und die übrigen Stadtteile, ein Ortsbezirk eingerichtet.

### Verwaltungsgeschichte im Überblick
Die folgende Liste zeigt die Staaten und Verwaltungseinheiten, denen Langstadt angehört(e):
- vor 1521: Heiliges Römisches Reich, Kondominat Umstadt
- ab 1521: Heiliges Römisches Reich, Grafschaft Hanau-Lichtenberg, Amt Babenhausen
- ab 1642: Heiliges Römisches Reich, Grafschaft Hanau, Amt Babenhausen
- ab 1685: Heiliges Römisches Reich, Grafschaft Hanau-Lichtenberg, Amt Babenhausen
- 1736–1773: Strittig zwischen Landgrafschaft Hessen-Darmstadt und Landgrafschaft Hessen-Kassel
- ab 1773: Heiliges Römisches Reich, Landgrafschaft Hessen-Kassel (durch Vergleich mit Landgrafschaft Hessen-Darmstadt), Amt Babenhausen
- ab 1803: Heiliges Römisches Reich, Landgrafschaft Hessen-Kassel, Fürstentum Hanau, Amt Babenhausen[Anm. 2]
- ab 1806: Kaiserreich Frankreich,[Anm. 3] Fürstentum Hanau, Amt Babenhausen (Militärverwaltung; 1810 an das Großherzogtum Frankfurt)
- ab 1810: Großherzogtum Hessen,[Anm. 4] Fürstentum Starkenburg, Amt Babenhausen
- ab 1815: Großherzogtum Hessen,[Anm. 5] Provinz Starkenburg, Amt Babenhausen
- ab 1821: Großherzogtum Hessen, Provinz Starkenburg, Landratsbezirk Dieburg[Anm. 6]
- ab 1832: Großherzogtum Hessen, Provinz Starkenburg, Kreis Dieburg
- ab 1848: Großherzogtum Hessen, Regierungsbezirk Dieburg
- ab 1852: Großherzogtum Hessen, Provinz Starkenburg, Kreis Dieburg
- ab 1871: Deutsches Reich, Großherzogtum Hessen, Provinz Starkenburg, Kreis Dieburg
- ab 1918: Deutsches Reich (Weimarer Republik), Volksstaat Hessen, Provinz Starkenburg, Kreis Dieburg
- ab 1938: Deutsches Reich, Volksstaat Hessen, Landkreis Dieburg[13][Anm. 7]
- ab 1945: Deutsches Reich, Amerikanische Besatzungszone,[Anm. 8] Groß-Hessen, Regierungsbezirk Darmstadt, Landkreis Dieburg
- ab 1946: Deutsches Reich, Amerikanische Besatzungszone, Hessen, Regierungsbezirk Darmstadt, Landkreis Dieburg
- ab 1949: Bundesrepublik Deutschland, Hessen, Regierungsbezirk Darmstadt, Landkreis Dieburg
- ab 1972: Bundesrepublik Deutschland, Hessen, Regierungsbezirk Darmstadt, Landkreis Dieburg, Stadt Babenhausen[Anm. 9]
- ab 1977: Bundesrepublik Deutschland, Hessen, Regierungsbezirk Darmstadt, Landkreis Darmstadt-Dieburg, Stadt Babenhausen

## Bevölkerung

### Einwohnerstruktur 2011
Nach den Erhebungen des Zensus 2011 lebten am Stichtag dem 9. Mai 2011 in Langstadt 1503 Einwohner. Darunter waren 66 (4,4 %) Ausländer. Nach dem Lebensalter waren 243 Einwohner unter 18 Jahren, 603 waren zwischen 18 und 49, 315 zwischen 50 und 64 und 342 Einwohner waren älter. Die Einwohner lebten in 639 Haushalten. Davon waren 156 Singlehaushalte, 222 Paare ohne Kinder und 201 Paare mit Kindern, sowie 48 Alleinerziehende und 12 Wohngemeinschaften. In 147 Haushalten lebten ausschließlich Senioren und in 405 Haushaltungen leben keine Senioren.

### Einwohnerentwicklung
| • 1829: | 529 Einwohner, 88 Häuser |
| • 1867: | 539 Einwohner, 97 Häuser |

| Langstadt: Einwohnerzahlen von 1829 bis 2019 | Langstadt: Einwohnerzahlen von 1829 bis 2019 | Langstadt: Einwohnerzahlen von 1829 bis 2019 | Langstadt: Einwohnerzahlen von 1829 bis 2019 | Langstadt: Einwohnerzahlen von 1829 bis 2019 |
| --- | -------------------------------------------- | -------------------------------------------- | -------------------------------------------- | -------------------------------------------- |
| Jahr |                                              |                                              |                                              | Einwohner                                    |
| 1829 | 1829                                         |                                              | 529                                          | 529                                          |
| 1834 | 1834                                         |                                              | 514                                          | 514                                          |
| 1840 | 1840                                         |                                              | 545                                          | 545                                          |
| 1846 | 1846                                         |                                              | 563                                          | 563                                          |
| 1852 | 1852                                         |                                              | 536                                          | 536                                          |
| 1858 | 1858                                         |                                              | 521                                          | 521                                          |
| 1864 | 1864                                         |                                              | 551                                          | 551                                          |
| 1871 | 1871                                         |                                              | 550                                          | 550                                          |
| 1875 | 1875                                         |                                              | 554                                          | 554                                          |
| 1885 | 1885                                         |                                              | 469                                          | 469                                          |
| 1895 | 1895                                         |                                              | 638                                          | 638                                          |
| 1905 | 1905                                         |                                              | 657                                          | 657                                          |
| 1910 | 1910                                         |                                              | 631                                          | 631                                          |
| 1925 | 1925                                         |                                              | 648                                          | 648                                          |
| 1939 | 1939                                         |                                              | 650                                          | 650                                          |
| 1946 | 1946                                         |                                              | 978                                          | 978                                          |
| 1950 | 1950                                         |                                              | 1.059                                        | 1.059                                        |
| 1956 | 1956                                         |                                              | 1.037                                        | 1.037                                        |
| 1961 | 1961                                         |                                              | 1.189                                        | 1.189                                        |
| 1967 | 1967                                         |                                              | 1.528                                        | 1.528                                        |
| 1970 | 1970                                         |                                              | 1.636                                        | 1.636                                        |
| 1980 | 1980                                         |                                              | ?                                            | ?                                            |
| 1990 | 1990                                         |                                              | ?                                            | ?                                            |
| 2000 | 2000                                         |                                              | ?                                            | ?                                            |
| 2011 | 2011                                         |                                              | 1.503                                        | 1.503                                        |
| 2014 | 2014                                         |                                              | 1.474                                        | 1.474                                        |
| 2019 | 2019                                         |                                              | 1.616                                        | 1.616                                        |
| Datenquelle: Historisches Gemeindeverzeichnis für Hessen: Die Bevölkerung der Gemeinden 1834 bis 1967. Wiesbaden: Hessisches Statistisches Landesamt, 1968. Weitere Quellen: LAGIS; Stadt Babenhausen; Zensus 2011 |                                              |                                              |                                              |                                              |

### Religionszugehörigkeit
| • 1829: | 501 lutheranische (= 94,71 %), 25 jüdische (= 4,73 %) und 3 katholische (= 0,57 %) Einwohner |
| • 1961: | 886 evangelische (= 74,52 %), 293 katholische (= 24,64 %) Einwohner                          |

## Politik

### Ortsbeirat
Für Langstadt besteht ein Ortsbezirk (Gebiete der ehemaligen Gemeinde Langstadt) mit Ortsbeirat und Ortsvorsteher nach der Hessischen Gemeindeordnung. Der Ortsbeirat besteht aus sieben Mitgliedern. Bei den Kommunalwahlen in Hessen 2021 betrug die Wahlbeteiligung zum Ortsbeirat 57,33 %. Dabei wurden gewählt: zwei Mitglieder der SPD, vier Mitglieder der CDU und ein Mitglied dem Bündnis 90/Die Grünen. Der Ortsbeirat wählte Jürgen Jost (CDU) zum Ortsvorsteher.

### Wappen

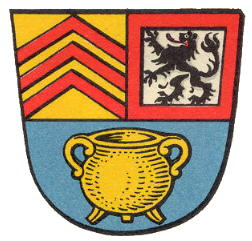
Wappenvorschlag von 1956

Blasonierung: „In geteiltem und oben gespaltenen Schild im ersten Feld ein steigender schwarzer Löwe in Silber mit roter Umrandung, im zweiten Feld drei rote Sparren in Gold und im dritten Feld, der unteren Wappenhälfte, in Blau ein stiliserter silberner Kessel.“
Das Wappen wurde der Gemeinde Langstadt im damaligen Landkreis Dieburg am 16. Juni 1967 durch den Hessischen Innenminister genehmigt.
Gestaltet wurde es durch den Bad Nauheimer Heraldiker Heinz Ritt.
Es beruht auf einem leicht unterschiedlichen Wappenvorschlag von 1956. Der stilisierte Kessel ist das Gemarkungszeichen, das auf der Langstädter Seite von Grenzsteinen eingemeißelt ist, es zeigt eine offene Acht. Diese Acht könnte den Kessel darstellen, in dem der hl. Veit in siedendes Öl getaucht wurde. Er ist einer der Schutzpatrone der ersten Langstäster Kapelle. Die beiden Strahlen rechts und links könnten das Feuer bedeuten, gegen das der Hl. Veith Schutz bietet. Die Szene mit dem hl. Veit im Kessel wurde auch schon auf alten Siegeln abgebildet. Die beiden Oberen Felder stellen eine verkleinerte Form des Wappens der Grafschaft Hanau-Lichtenberg dar.

## Kultur und Sehenswürdigkeiten

### Vereine
- Der Turn- und Sportverein Langstadt 1909 e. V. bietet die Abteilungen Fußball, Turnen und Karneval sowie eine Tischtennisabteilung. Der Tischtennisabteilung gelang in der Spielzeit 2017/2018 der bisher größte Erfolg in der Vereinsgeschichte. Die 1. Damenmannschaft schaffte den Aufstieg in die 1. Bundesliga und stellt damit die Höchstklassigste Damenmannschaft Hessens.
- Die Ortsgruppe[21] des NaBu besteht in Langstadt seit 1958 und betreut viele Projekte in der Region, unter anderem das Landschaftsschutzgebiet Wingertsberg.[22]
- Der Gesangverein Liederkranz e. V. Langstadt wurde 1869 als Männerchor gegründet und hat 2008 einen Männerchor mit 40 Sängern und einen Kinderchor mit 30 Aktiven.[23]
- Die evangelische Frauenhilfe konnte 2006 ihr 80-jähriges Bestehen feiern.[24]
- Die Freiwillige Feuerwehr Langstadt organisiert unter anderem zusammen mit der Markwaldschule Projektwochen für die Schüler. 2008 wurde das 75-jährige Bestehen der Freiwilligen Feuerwehr gefeiert.[25]
- Seit 1988 bereichert der Club SC Kentucky mit seinen Aktivitäten das gesellige Leben im Ort.[26]
- Ebenso bietet seit 1995 der Veloclub-Langstadt die Möglichkeit von Freizeitaktivitäten in der Region.
- Die Initiative „Langstadt-aktuell.de“ stellt neben aktuellen lokalen Informationen und Terminen auch Details zur Langstädter Geschichte bereit.
- Weiterhin sind in Langstadt der Schützenverein Diana[27], der Angelsportverein[28], ein Kirchenchor[29] und der evangelische Posaunenchor[30] aktiv.

### Regelmäßige Veranstaltungen
- September: Kerb[31]

### Ortsnecknamen
Im Rahmen von „joking relationships“ werden Orten und Stadtteilen sogenannte Ortsnecknamen zugeordnet. Die Langstädter führen hier den recht ungewöhnlichen Namen: Doudeplätscher oder in Hochdeutsch Totenschläger (nicht Totschläger). Der Name bezieht sich auf eine länger zurückliegende Begebenheit, als Langstadt noch keinen eigenen Friedhof hatte und die Toten nach Altdorf gebracht wurden (der sogenannte „Leichtweg“ bestand noch bis zur Flurbereinigung). Einer dieser Transporte betraf einen in Armut Verstorbenen, so dass der Transport der Leiche nicht bezahlt wurde. Zusätzlich geriet der Wagen auf der schlechten Strecke derart ins Schwanken, dass der Sarg herabfiel und aufsprang. Nun mussten die schlechtgelaunten Langstädter Fuhrleute auch noch zusätzlich den Leichnam wiederaufladen und den Sarg verschließen. Dies geschah notdürftig durch das Einschlagen der Nägel mit am Weg gefundenen Steinen. Dieser Vorfall wurde aus der Entfernung von den Bewohnern anderer Dörfer beobachtet und in Kenntnis des Verstorbenen und der Situation als Heimzahlung des ganzen Aufwandes an der Leiche missverstanden. 
Im Anklang zum Ortsnecknamen, sei noch auf das bis 2014 existierende und in Langstadt ansässige Unternehmen, die „Schmitt & Deußer GmbH“ in der Kleestädter Str. 3, hingewiesen. Die lokale Benennung „Sargfabrik“ beschrieb treffend die Funktion dieser Großschreinerei und die Art ihrer Produkte.

### Bauwerke

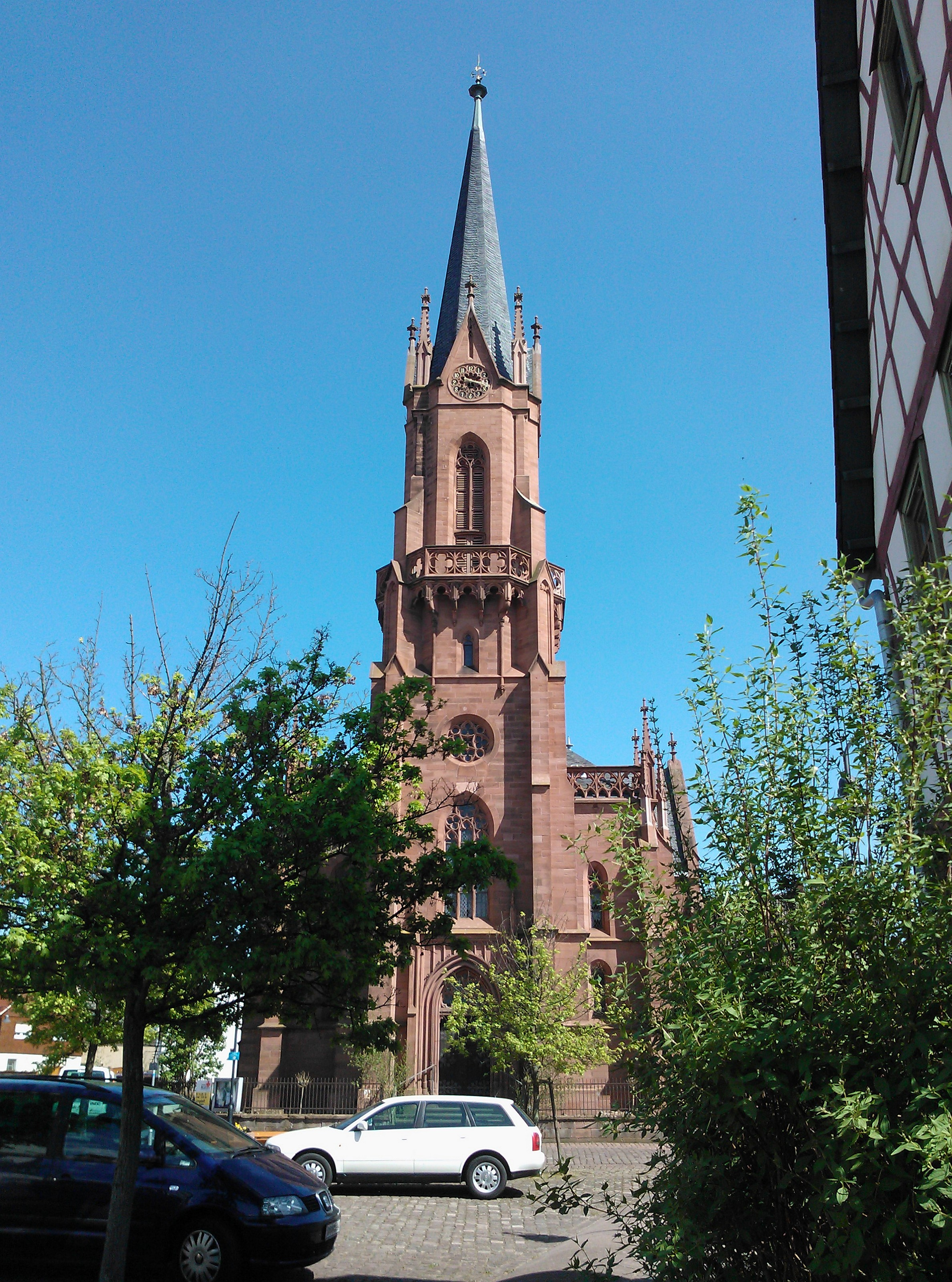
Die neugotische Kirche Langstadts: Blick zum Eingangsportal

- Das Dorf war während des Dreißigjährigen Krieges als Wehrdorf befestigt. Hierbei wurde ein kreisförmiger Grundriss mit entsprechend abschließenden Gebäuden verwendet. Zusätzlich existierten ein Graben (der Haaggraben) und ein Wall um das Dorf. Die Gebäude (Scheunenrückseiten) wurden zum Graben hin mit möglichst wenigen Öffnungen oder nur mit schlitzförmigen Fenstern versehen.
- Neugotische Evangelische Kirche, erbaut 1878–1880.
- Die Synagoge in der Friedhofstraße 1+2 wurde 1820 erbaut und am 9. November 1938 während der Novemberpogrome zerstört. 1964 wurden die noch bestehenden Reste abgerissen. Es existiert eine kleine Gedenktafel.[32]
- Im Rahmen des Dorferneuerungsprogrammes wurde der Dorfanger (die Hauptstraße) und viele alte Fachwerkhäuser wiederhergerichtet.
- Um das Jahr 1400 herum hatte sich eine Burg Schlierbach zwischen Schlierbach und Langstadt befunden, der Standort liegt jedoch mittlerweile auf der Langstädter Gemarkung.

### Naturflächen
Das Landschaftsschutzgebiet Wingertsberg wurde am 7. Juli 1987 ausgewiesen und hat eine Größe von 20,58 Hektar. Der Zweck der Unterschutzstellung ist die Erhaltung und Förderung der Streuobstwiesen und der heckenbestandenen Raine wegen ihrer besonderen Bedeutung für das Landschaftsbild sowie für den Biotop- und Artenschutz. Extensiv genutzte Obstwiesen beherbergen zahlreiche Tier- und Pflanzenarten und gehören damit zu den vielfältigsten mitteleuropäischen Kulturlandschaften.
Die Flurbezeichnungen "Der Wingertsberg" und "Vor den Weinbergen" weisen darauf hin, dass hier früher Weinbau betrieben wurde. Bis 1890 war der Wingertsberg noch mit Rebstöcken bepflanzt. Doch die um 1850 nach Europa eingeschleppte Reblaus erreichte auch den Wingertsberg und verursachte große Schäden. Das kleine Weinbaugebiet wurde 1907 endgültig aufgegeben und die Anpflanzung von Obstbäumen begann.
Wie überall in Deutschland schwand gegen Ende der 1940er Jahre das Interesse am Streuobstbau immer mehr. Viele Bäume wurden gerodet, und es blieb nur auf dem Wingertsberg ein gewisser, wenn auch lückiger Bestand übrig.
1951 wurden bei der Zählung in der Gemarkung Langstadt noch 4.339 Obstbäume vorgefunden. 1965 waren es bereits nur noch 2.007 und bei einer Kartierung 1983/84 waren nur noch 771 Obstbäume in der Feldgemarkung zu finden. Hierbei mitgezählt waren allerdings schon die ersten Neupflanzungen durch den NABU Langstadt und der Hessischen Gesellschaft für Ornithologie und Naturschutz.
In der Zwischenzeit sind eine erhebliche Menge neuer Bäume gepflanzt worden; vorwiegend Apfelsorten, hier insbesondere alte und bewährte Sorten, aber auch Birne, Kirsche, Zwetschge, Walnuss, Speierling, Mispel und Maulbeere.
Von den bemerkenswerten Arten die in der Wingert heimisch sind, sind aus dem Reich der Käfer der Große Goldkäfer, der Nashornkäfer und der Stierkäfer zu finden. Großer Fuchs, Goldene Acht, Kleiner Perlmuttfalter und Schwalbenschwanz sind Vertreter der dortigen Schmetterlinge. Vierfleckameise und Stöpselkopfameise sowie die Holzbiene, die Feldgrille, das Weinhähnchen und die Tapezierspinne finden dort Unterschlupf. Berg- und Teichmolch sowie Feuersalamander, wie auch die Blindschleiche und Zauneidechse streichen durch das dortige Unterholz.
Von den ansässigen Vögeln wären Gartenrotschwanz, Neuntöter, Grau-, Grün- und Kleinspecht, sowie Wendehals, Steinkauz und Rebhuhn zu nennen.
Der Untergrund der Wingert besteht, wie in der Umgebung üblich, aus rotem Granit und Hornblendeschiefer.
In der Gemarkung gibt es nur einen sehr kleinen Steinbruch, ein Aufschluss im Hornblendeschiefer in der Wingert.
Direkt im Südosten grenzt der Markwald an Grundschule, Sportplatz und Mehrzweckhalle.

## Wirtschaft und Infrastruktur

### Verkehrsverbindungen
Anschluss an die Eisenbahn erhielt Langstadt 1870 mit dem Bau der Odenwaldbahn. Heute verbindet die Linie RE/RB 64 des Rhein-Main-Verkehrsverbundes Langstadt mit Frankfurt (Main) Hauptbahnhof, über Offenbach (Main) Hauptbahnhof und Hanau Hauptbahnhof, mit Groß-Umstadt (Wiebelsbach) und weiter bis nach Erbach im Odenwald.
Der regionale Busverkehr mit der Linie K65 läuft von Babenhausen und Hergershausen über Langstadt nach Schaafheim.
Auf der Radwander-Hauptroute 14 wird Langstadt auf dem Weg von Harpertshausen nach Schaafheim in Ost-West-Richtung durchquert. Babenhausen, Kleestadt und Harpertshausen sind über gut ausgebaute Radwege parallel zur Landstraße erreichbar, in Harpertshausen besteht Anschluss an den Hessen-Radweg R4. Schaafheim wird über einen teilweise nicht voll ausgebauten Waldweg angebunden.
Die Bundesstraße 26 ist leicht über Harpertshausen und Babenhausen erreichbar.

### Öffentliche Einrichtungen
- Markwaldschule, Grundschule 1.–4. Klasse
- Katholische Kirche St. Nepomuk (Architektur der 60er, am 3. Dezember 1967 geweiht)

## Persönlichkeiten
- Heinrich Diehl (Geologe und Heimatforscher), einziger Ehrenbürger Langstadts.
- Otto Diehl wurde für sein Wirken im Naturschutz das Bundesverdienstkreuz am Bande verliehen. Weiterhin wurde er 1997[34], als einer der Mitbegründer der hessischen Naturschutzbewegung, mit dem Willy-Bauer-Preis der Hessischen Gesellschaft für Ornithologie und Naturschutz ausgezeichnet.
- Vico Merklein, Handbiker (Goldmedaillengewinner bei den Paralympischen Spielen in Rio)[35]